# Strejnicu
Strejnicu – wieś w Rumunii, w okręgu Prahova, w gminie Târgșoru Vechi. W 2011 roku liczyła 6108 mieszkańców.